# Дуго језеро (Белорусија)
Дуго језеро (рус. Долгое; блр. Возера До́ўгае) је језеро у Глибочком рејону Витепске области, на северу Белорусије.
Са дубином од 53,6 метара најдубље је то језеро у Белорусији.

## Карактеристике
Језеро је настало акумулацијом воде у подножју моренских бедема висина између 70 и 80 метара, те га карактеришу доста стрме обале које местимично готово вертикално урањају у језеро. Највиши део обале је на северозападу и има висине до 35 метара, док нижи приоблани појас местимично имају делови северозападне и југоисточне обале. Обале су углавном обрасле густим џбуњем, а местимично храстовом и јеловом шумом. Приобална зона до дубина од 15 метара је прекривена песковито-глиновитим талозима које постепено замењује глина и муљ, односно сапропел.
Језеро карактерише слаба проточност и изразита стратифицираност језерске воде. У њега се улива 7 потока, а изливају два. Највећи део воде у језеро доспева преко извора на дну.